# Juan Gracia Colás
Juan Gracia Colás (nacido en marzo de 1891 en Bilbao, País Vasco, España - fallecido en 1941 en París, Francia). Miembro del Partido Socialista Obrero Español (PSOE) y consejero de Asistencia Social en el primer Gobierno de Euzkadi en 1936.

## Biografía
Pasó su infancia y juventud estudiando de forma autodidacta contabilidad y peritaje mercantil, estudios que le valieron para aprobar una oposición a inspector fiscal en el Ayuntamiento de Bilbao.
Con 12 años (1.904) se adscribió a las Juventudes Socialistas, de las que llegó a ser designado como representante de la Juventud Socialista de Vizcaya ante el histórico Congreso Nacional de las Juventudes Socialistas de España celebrado en 1.919, inmediatamente después del Congreso Nacional del PSOE que discutió continuar en la II Internacional o adscribirse a la III Internacional.
Con 16 años ingresó en las filas del PSOE, donde desarrolló una intensa labor propagandística, adquiriendo especial relevancia como orador en innumerables conferencias y mítines organizados tanto por el PSOE, como por el sindicato UGT. Dicha actividad le supuso, en el año 1.917, la entrada en prisión -junto a su mujer Aúrea Pérez- por su participación activa en los preparativos y desarrollo de la Huelga General de agosto de aquel mismo año. 
En 1.920 fue elegido concejal en el Ayuntamiento de Bilbao, siendo designado por la Asamblea Socialista de Bilbao como candidato a primer Teniente de Alcalde, puesto que desempeñó en el Gobierno Municipal del Alcalde socialista Rufino Laiseca (1.920-1.922). 
Tras el estallido de la guerra civil española participó en la Junta de defensa de Vizcaya, siendo nombrado Consejero de Asistencia Social en el primer Gobierno de Euzkadi de 1936, presidido por el Lendakari José Antonio Aguirre. Como Consejero se encargó de organizar y asistir a la multitud de refugiados guipuzcoanos que llegaron a Vizcaya después de la caída de esa provincia en manos del ejército de Franco. Así mismo, destaca la labor realizada por el Consejero Gracia en relación con la organización y desarrollo de las más de 20.000 evacuaciones infantiles habidas a lo largo de su mandato. 
En mayo de 1937 se le encarga partir hacia Francia para coordinar desde allí las labores de evacuación e incrementar la búsqueda de refugios, apoyos y barcos que permitieran continuar con las mismas. A pesar de su voluntad de regresar a territorio vasco -manifestada en numerosas ocasiones-, el propio lendakari Aguirre le confirma la necesidad de que permanezca en Francia, otorgándole plenos poderes para su labor. 
Caído el País Vasco en manos de las tropas franquistas, el Lendakari Aguirre nombra a Juan Gracia como Presidente de la Delegación del Gobierno Vasco en París (16 de julio de 1937) de la que, a su vez, dependían las otras dos delegaciones francesas de Bayona y Burdeos. Durante esta época Juan Gracia volcó su actividad en la organización y asistencia de los refugiados vascos y asumió la representación de la Delegación Española para la Infancia Evacuada.
A pesar de que ejecutivo vasco se instaló oficialmente en Barcelona en octubre de 1937, la realidad fue que ni el propio Lendakari Aguirre permaneció de forma habitual en aquella ciudad residiendo, en el año y medio siguiente, más tiempo en París que en Cataluña. A finales de mayo de 1940, ante el avance alemán, el Gobierno vasco decide trasladarse hacia Burdeos pasando los responsables vascos en la capital francesa, entre ellos el propio Gracia, a operar en la clandestinidad. El 14 de junio de 1940 los alemanes ocupan París. Ante esta situación, los Consejero y personal del Gobierno Vasco que quedaban en la capital francesa se ven obligados a dirigirse hacia el sur.
Juan Gracia, acompañado de su esposa Áurea Pérez, ante la imposibilidad de acceder a un medio de transporte, emprende un camino de 200 kilómetros a pie. Sin embargo, en una semana, las tropas nazis avanzan de forma imparable hacia el sur, obligando al matrimonio a desandar sus pasos y regresar a la capital francesa. En los siguientes meses, Gracia continúa con su labor desde la clandestinidad, intentando ayudar a más refugiados. A pesar del ofrecimiento de articular un medio para salir inmediatamente hacia Marsella, Gracia declina aquella proposición.
Juan Gracia fallece en París el 1 de abril de 1941, tras el agravamiento de su estado de salud.
En 1.956, en el seno del Congreso Mundial Vasco, José Antonio Aguirre, rindió un sentido homenaje al Consejero Juan Gracia dedicándole las siguientes palabras:

Y ese otro hombre que he citado, Gracia. Entero hombre. También por sus manos pasaron grandes cantidades, también, como Torre, contó con mi total y absoluta confianza personal, que es la única manera que yo he entendido que se puede gobernar en este mundo. Confiando en los hombres, y dejando a su propia conciencia el sentido de su propia responsabilidad. Murió Gracia. ¿Qué dejó? Su pobre viuda, también a nuestro auxilio, cobrando mísera pensión de nuestro Gobierno. ¿Queréis que Gracia de un recibo de actuación? Para mí éste es el recibo, exactamente como Torre, como Espinosa, más grande que puede darse. Ante él también me inclino.